# 仲康日食
仲康日食（又称书经日食）被认为是发生于约公元前20－前22世纪夏朝仲康年间的一次日食，可能是人类历史上最早的一次日食记录，先于公元前1063年7月26日于巴比伦南部的日食记录。不过对于此次日食发生的具体时间历来众说纷纭，同时也有人对此次日食是否真正发生存有质疑。

## 古籍记录
在古籍中仲康日食的记载主要有三处，分别出自《左传·昭公十七年》、《尚书·胤征》与《史记·夏本纪》中。其中，《左传》中的内容引自《夏书》，并没有说明日食发生于仲康年间：
|  | 故《夏书》曰：辰不集于房，瞽奏鼓，啬夫驰，庶人走。此月朔之谓也。当夏四月谓之孟夏，平子弗从，昭子退日，夫子将有异志，不君君矣。 |

《尚书·胤征》与《左传》中相关内容基本相同，但点明发生于仲康年间，同时记季节为“季秋月朔”而非《左传》中的“孟夏”。后世对仲康日食具体时间的推算也多以《尚书》中的“季秋”作为重要依据：
|  | 惟仲康肇位四海……乃季秋月朔，辰弗集于房，瞽奏鼓，啬夫驰，庶人走。羲和尸厥官，罔闻知，昏迷于天象，以干先王之诛。 |

司马迁在《史记·夏本纪》中虽未直接记录日食，但其中“废时乱日”一句被认为是暗指此次日食：
|  | 帝仲康时，羲和湎淫，废时乱日，胤往征之，作《胤征》。 |

## 日期推算
自南朝梁武帝時的虞认为这次日食发生于仲康元年之后，中国天文学家与近代西方学术界对于仲康日食的具体时间推算有超过十多种不同的结论。

### 僧一行、郭守敬
唐代天文学家僧一行在编制《大衍历》时使用古代的曆術推步进行推算，得到了“新历仲康五年癸巳岁九月庚戌朔，日食在房二度”的结论，结果载于《新唐书·曆志》中。将其结果转换为公元纪年为前2128年10月13日。其后，元代天文学家郭守敬在编制《授时历》时对《大衍历》进行核算，肯定了僧一行的结论。由于僧一行与郭守敬都是中国古代的知名天文学家，因而他们的结论得到了近代西方学者的普遍重视。19世纪起，西方学者伊得勒（Ideles，于1839年）、奥泊尔子（Th. V. Oppolzer，于1880年）、罗素（S. M. Russell，于1895年）、平山清次（于1914年和1928年）等分别得出了前2128年10月13日日食“在中国不可见”的结论，从而否定了僧一行、郭守敬的结果。1990年代，夏商周断代工程也对两人的结果进行了复原，推算出此时日食食分值仅为0.59，与记录不符。

### 汤若望、李天经
由明代来到中国的传教士汤若望编著、李天经翻译的《古代交食考》中使用托勒密的地心体系计算得到仲康日食发生于前2155年10月12日。这一结果后经法国传教士、汉学家宋君荣引传播到西方。对此结果，拉该提安（Largetean）复核后认定此次日食“在中国看不见”。

### 阎若璩
清代儒学大师阎若璩在其考证《尚书》的著作《尚书古文疏证》中也对仲康日食进行了推算，得出了“仲康四年，乙丑岁……壬辰日未一刻合朔，日食在氐宿一十五度”、“仲康元年，壬戌岁……丁亥日，巳正初刻合朔，日食在井宿二十八度”、“仲康十一岁壬申岁……闰四月，甲寅日午时，日食”三个可能的日期。换算为公元纪年，分别为前2155年10月22日、前2158年6月29日、前2148年6月9日。其结果也已为现代学者所否认。

### 夏商周断代工程
1996年开始的中国国家重点科技攻关项目夏商周断代工程中专门设有“仲康日食研究”专题组对仲康日食的具体日期进行计算，负责人为中国天文学会副理事长、陕西省科学院院长吴守贤。对于《尚书》中“季秋”与“房（房宿）”的描述，专题组发现两者相矛盾，季秋时太阳不可能在房宿，由于夏代二十八宿的概念尚未形成，因而专题组取“季秋”进行推算。对于前2250年至前1850年之间发生于10月1日至12月18日且在洛阳地区可见的日食进行计算后，专题组给出了前2043年10月3日、前2019年12月6日、前1970年11月5日与前1961年10月26日四个可能的选择。同时根据断代工程认定定的夏代起始于前2070年的结论，日食时间应取前1970年11月5日。不过夏商周断代工程在学术界引发了较大的质疑，其最终报告繁本未能获验收通过。

### 近代学者
自19世纪开始，许多学者都分别对仲康日食的日期进行了推算，其结果包括：
- 施古德（G. Schlegel）、叩纳特（F. Kühnert）：前2165年5月7日。唯一以《左传》中的“孟夏”作为依据进行推算。
- 方根拔（Johannes von Gumpach）：前2156年10月20日。
- 宋君榮（Antoine Gaubil）：前2155年10月11日。
- 奥泊尔子（Theodor von Oppolzer）：前2137年10月22日、前2072年10月23日。其中前2137年10月22日这一结论被历史学家董作宾所引用，并以此编撰了《中国年历总谱》。[7]很多现代中国天文史学家，如陈遵妫、薄树人、杜升云等也都倾向于这一结果。[1]
- 拉该提安（Largetean）：前2127年10月25日。
- 刘朝阳：前2110年10月23日。斋藤国治复核后发现应为前2110年10月24日。
- 夫累提（N. Freret）、卡西尼（D. Cassini）：前2007年10月25日。
- 朱永棠(2010)：前1961年10月26日，朱永棠修正后的今本《竹书纪年》仲康五年。[8]
- 平山清次：前1948年10月3日。对此结果，斋藤国治等计算后指出这是一个没有发生日食的朔日。
- 斋藤国治、小泽贤二：前1912年9月24日。[9]不过由于使用了有争议的今本《竹书纪年》，其结果受到置疑。
- 彭瓞钧：前1876年10月16日。然而此次日食食分为0.36，与大食分日食不符。

## 怀疑
由于历来对仲康日食的计算都是基于梅赜本《尚书》中的《胤征》篇，但此篇经文本身已被古文献学界认定为系伪作，因而有学者对仲康日食的真实性提出了置疑。如梁启超在《中国历史研究法》一书中就认为“仲康其人之有无且未可知，遑论其时之史迹？”
对于《左传·昭公十七年》的记载，有学者认为书中引用《夏书》关于仲康日食的记载是用来补充说明之前的“（昭公十七年）六月甲戌朔，日有食之”，但事实上昭公十七年（前525年）六月朔既非甲戌、又无日食，因而这可能是刘歆伪造的。而既然昭公十七年日食或系伪造，那其中引用的《夏书》仲康日食也很可能是伪造的。